# Hammarby IF (féminines)
Pour les autres sections du club omnisports, voir Hammarby IF.
Maillots
Actualités
Le Hammarby IF Dam est la section féminine du Hammarby IF. Fondé en 1970 et basé à Stockholm, le club évolue actuellement en Damallsvenskan (D1 suédoise).

## Historique
Le club est fondé en 1970 et évolue alors en division régionale.
En 1982, Hammarby atteint la finale du championnat de Suède, mais perd contre Sunnanå (0-0, 2-0). La même année, le club joue pour la première fois la finale de coupe de Suède, mais s'incline également, cette fois-ci face au Jitex BK (1-4).
L'équipe remporte son premier (et seul) titre de champion de Suède en 1985, en battant le GAIS en finale (4-0).
En 2016, l'équipe devient officiellement la section féminine du Hammarby IF.
Les années 2010 voient le club faire l'ascenseur entre la première et la deuxième division, avant de se maintenir plus solidement en Damallsvenskan à partir de 2021.
Lors de la saison 2023, Hammarby revient sur le devant de la scène nationale. Les Bajen décrochent un premier trophée en dominant le BK Häcken en finale de coupe de Suède (3-0). En championnat, Hammarby est à la lutte avec Häcken pour le titre. Grâce à une victoire 2-0 face à l'IFK Norrköping lors de la dernière journée (doublé de Janogy), Hammarby termine à égalité de points avec son rival, mais le devance d'un petit but au goal-average pour décrocher un deuxième sacre national, 38 ans après le premier. Le club de Stockholm bénéficie du soutien d'une importante fanbase : lors du match du titre, environ 6 000 supporters verts et blancs se déplacent à Norrköping, envahissant le terrain à la fin du match pour fêter la victoire,.
Pour ses débuts en Ligue des champions en 2024-2025, les Bajen éliminent le Benfica en barrages en allant gagner 2-0 à Lisbonne et se qualifient pour la phase de groupes. Le club marque les esprits en apportant la ferveur de ses supporters sur la scène européenne, mais ne parvient pas à sortir de son groupe.
Le club remporte sa quatrième coupe de Suède 2025.

## Palmarès
- Championnat de Suède[9]
  - Champion (2) : 1985 et 2023
  - Vice-champion (6) : 1974, 1977, 1978, 1982, 1983, 1994
- Coupe de Suède[10]
  - Vainqueur (4) : 1994, 1995, 2023, 2025
  - Finaliste (3) : 1981, 1982, 1983

## Rivalités
Hammarby dispute le derby de Stockholm face à Djurgårdens.